# Delia angusta
Delia angusta är en tvåvingeart som först beskrevs av Stein 1898.  Delia angusta ingår i släktet Delia och familjen blomsterflugor. Inga underarter finns listade i Catalogue of Life.